# The Story of a Soldier
«The Story of a Soldier» (в переводе с англ. — «История солдата») — песня композитора Эннио Морриконе, записанная для саундтрека к фильму Серджо Леоне «Хороший, плохой, злой». Это единственная музыкальная композиция фильма, в которой есть слова, их автор — Томми Коннор.

## Варианты песни
Песня была выпущена в двух версиях. Оригинальный саундтрек фильма включал композицию длиной 3 минуты 50 секунд, которая была отредактированным вариантом 7-минутного трека. В свою очередь, 7-минутная версия звучала в оригинальной итальянской версии фильма, однако в варианте для международного проката сцена, где она исполнялась, была сокращена до 5 минут. Впоследствии, к восстановленной сцене (с оригинальным монтажом) была добавлена другая музыкальная аранжировка. Именно эта версия песни представлена на расширенном саундтреке, выпущенном в 2001 году, её длительность составляет 5 минут 33 секунды.